# Гуда (сыр)
 Гуда (с груз. გუდის ყველი гудис квели — сыр из мешка) — сыр из грузинского исторического региона Тушетия (на севере края Кахети, в Ахметском муниципалитете),

## Производство
Сыр гуда изготавливают в горных сёлах Тушетии. Технология изготовления его схожа с изготовлением имеретинского сыра, но используется овечье молоко. Главной особенностью в процессе изготовления является вызревание сыра в кожаном бурдюке, отсюда и название: сыр из мешка (гуда с грузинского – мешок). Бурдюк для этого делают из вывернутой на изнанку шкуры молодой овцы, с которой сбривают всю шерсть. Перед началом производства молоко процеживают через цедильное сито с травами (глухая крапива, ковыль), после чего в него добавляют сычужный фермент для створаживания и накрывают войлочным покрывалом или буркой на один час для сохранения тепла. Затем свернувшееся молоко перемешивают и накрывают ещё на полчаса. После этого сливают сыворотку, а нарезанный творог помещают в полотняной мешок, выжимают из сырной массы сыворотку, придавая форму будущей головке сыра. Сырные головки в полотняных мешках укладывают на доску и снова накрывают на два часа. Между волокнами мешка стекают излишки жидкости, за счёт чего сырная масса становится более сухой. По истечении двух часов головки вынимают из мешков и укладывают в подготовленный бурдюк, пересыпая солью. Из бурдюка удаляются излишки воздуха, его завязывают и на двое суток накрывают войлоком. Первые несколько дней бурдюк переворачивают по три раза в день для равномерного распределения соли. На последней стадии производства сыр созревает до 60 дней.

## Интересные факты
- Сыр гуда имеет специфический запах за счёт вызревания в закрытом бурдюке в непосредственном соприкосновении с овечьей шерстью.
- Жители тушетских сёл считают, что настоящая гуда может получиться только из молока овец, пасущихся на горных пастбищах. Этот фактор ограничивает возможности производства больших объёмов сыра гуда, за счёт чего и цены на него довольно велики.